# Allobates pacaas
Allobates pacaas Melo-Sampaio, Plates, Peloso, Recoder, Vechio, Marques-Souza & Rodrigues, 2020 è un anfibio anuro appartenente alla famiglia degli Aromobatidi.

## Etimologia
L'epiteto specifico si riferisce al luogo dove è stata trovata la specie, il Parco nazionale di Pacaás Novos, nello stato di Rondônia.

## Distribuzione e habitat
È endemica dello stato di Rondônia in Brasile.